# Gerda van den Bosch
Gerda van den Bosch (* 8. August 1929 in Batavia, Niederländisch-Indien; † 13. Oktober 2021) war eine niederländische Bildhauerin.

## Leben und Werk

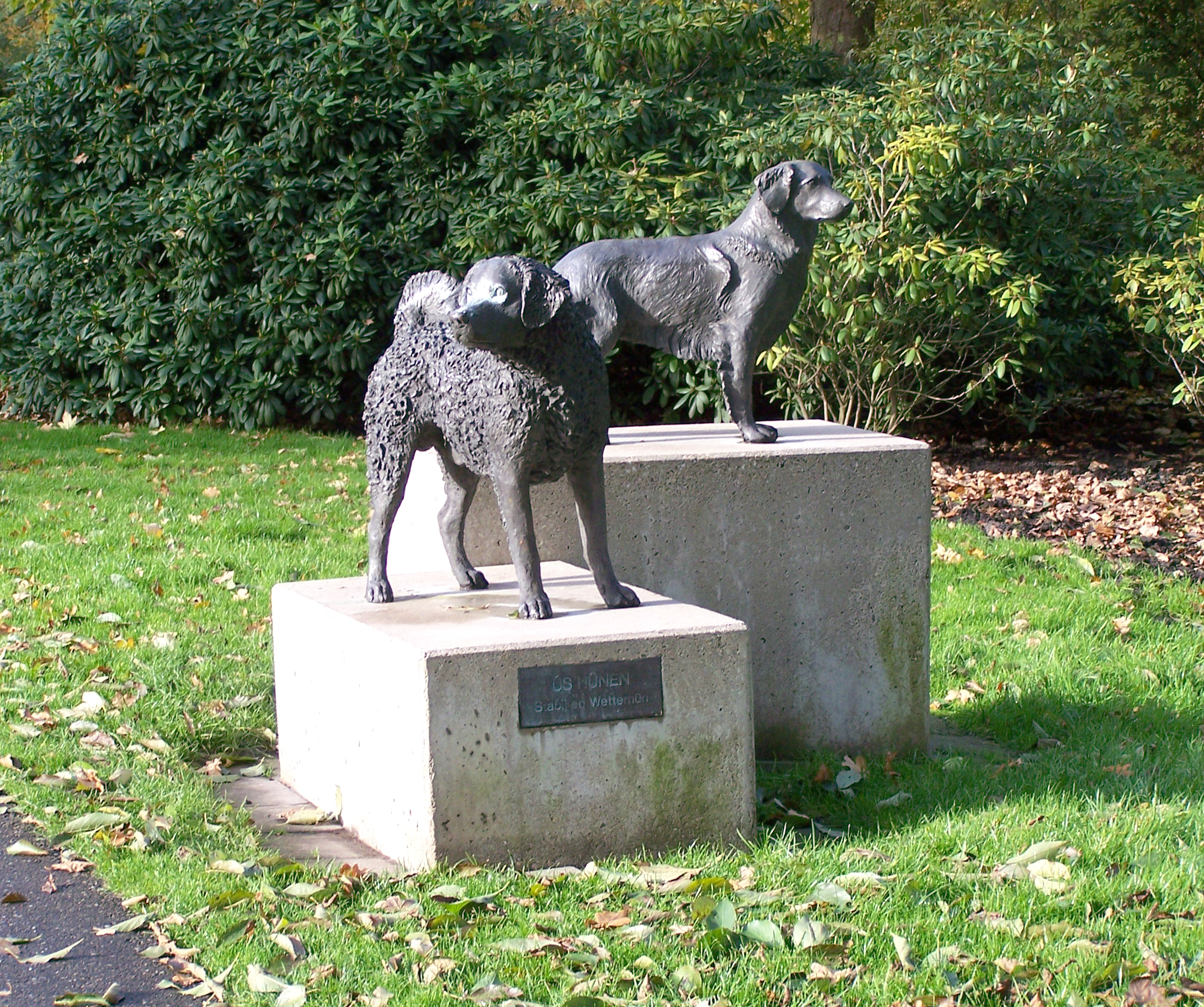
Ús Hûnen, Leeuwarden

Gerda van den Bosch wurde auf der Insel Java in Batavia, dem heutigen Jakarta in Indonesien, geboren. Nach dem Zweiten Weltkrieg kam sie in die Niederlande und vervollständigte ihre Ausbildung mit dem Erwerb der Lehrbefähigung, unter anderem in Biologie. Sie arbeitete als bildende Künstlerin, zeichnete, malte mit Aquarell, war aber hauptsächlich als Bildhauerin aktiv. Der Bildhauer Marcus Ravenswaaiy (1925–2003) wurde ihr Lehrer. Mit ihm arbeitete sie zehn Jahre lang zusammen.
Gerda van den Bosch schuf Tierskulpturen in Bronze, von denen sich viele im öffentlichen Raum befinden. Daneben fertigte sie auch Wandreliefs, Kleinskulpturen und Miniaturen an, die ebenfalls Tiermotive zeigen. Ihre Hundeskulpturen weisen eine große Detailgenauigkeit und rassetypische Merkmale auf.

## Werke im öffentlichen Raum (Auswahl)

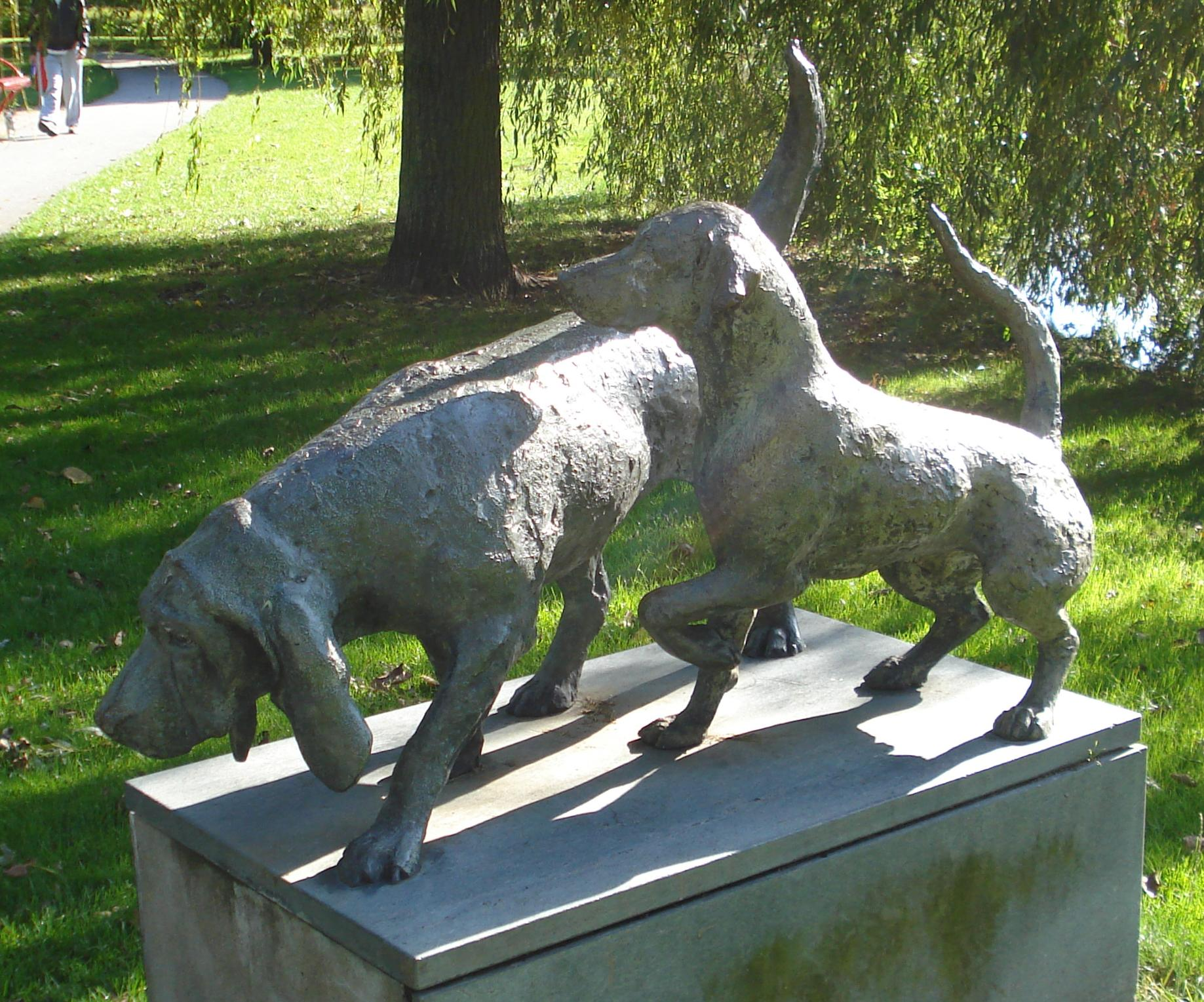
Twee honden, Gorinchem

- 1963: Poes, Mollenburgseweg, Gorinchem
- 1965: Twee vossen, Gijsbert van Andelpark, Gorinchem
- 1965: Twee honden, Gijsbert van Andelpark, Gorinchem
- 1973: Wachtende hond, Stationsplein, Gorinchem
- 1977: Jagdhundedenkmal, Warmsen
- 1987: Ús hûnen, Rengerslaan, Leeuwarden
- 1993: Bok met twee geiten, Duivenvoorde 262, Leidschendam, Leidschendam-Voorburg
- 1997: Harry Muskee, Hoofdstraat/Voorstreek, Grolloo, Aa en Hunze
- 2000: Jet de Kooikerhond, Essenlaan, Voorschoten
- Schapen, Lindenlaan, Zoeterwoude-Rijndijk, Zoeterwoude
- Drie ganzen, Ommedijkseweg 12, Zoeterwoude
- Kooikerhondje met eenden, Kooikersplein, Zoeterwoude-Rijndijk, Zoeterwoude[5]

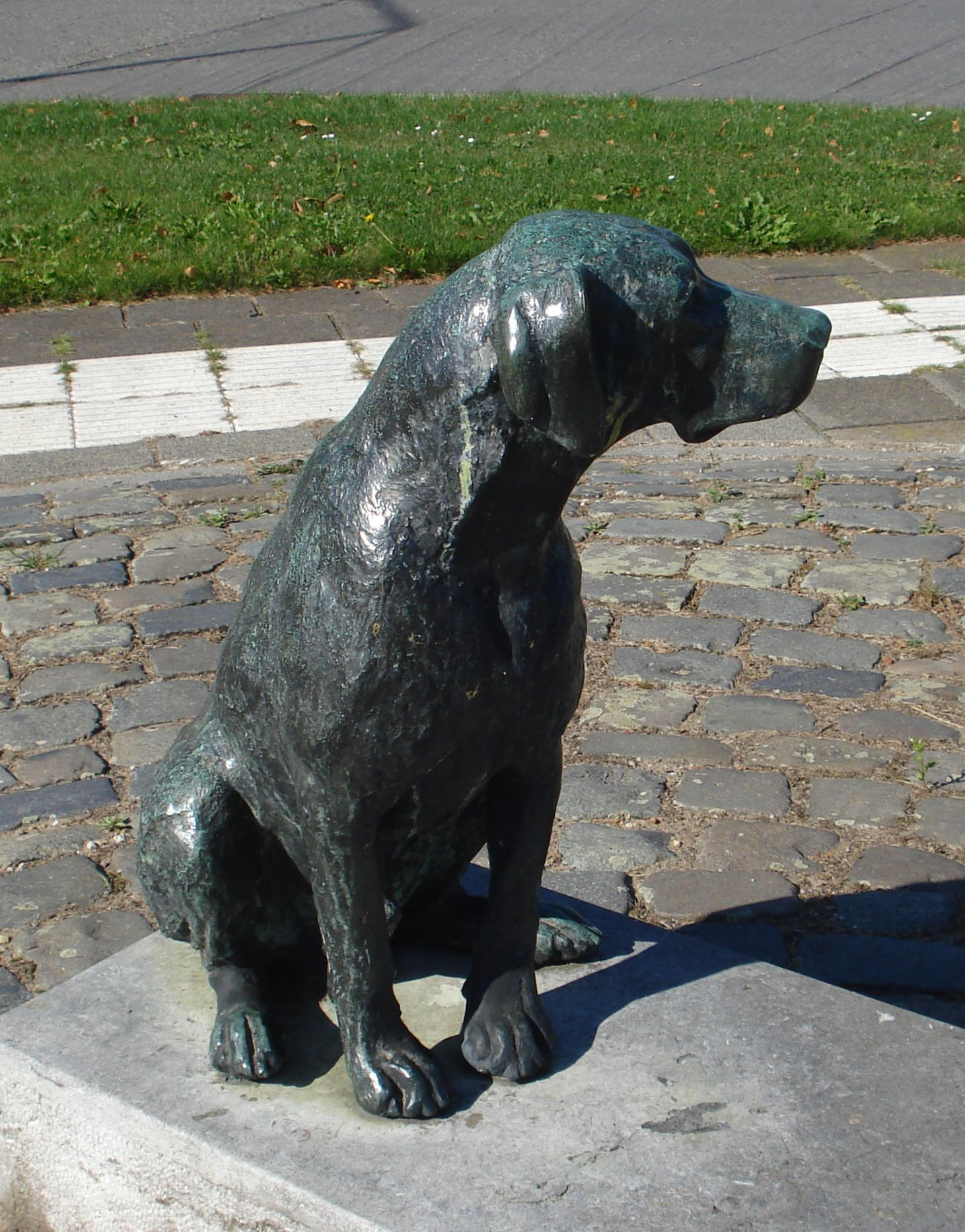
Wachtende hond
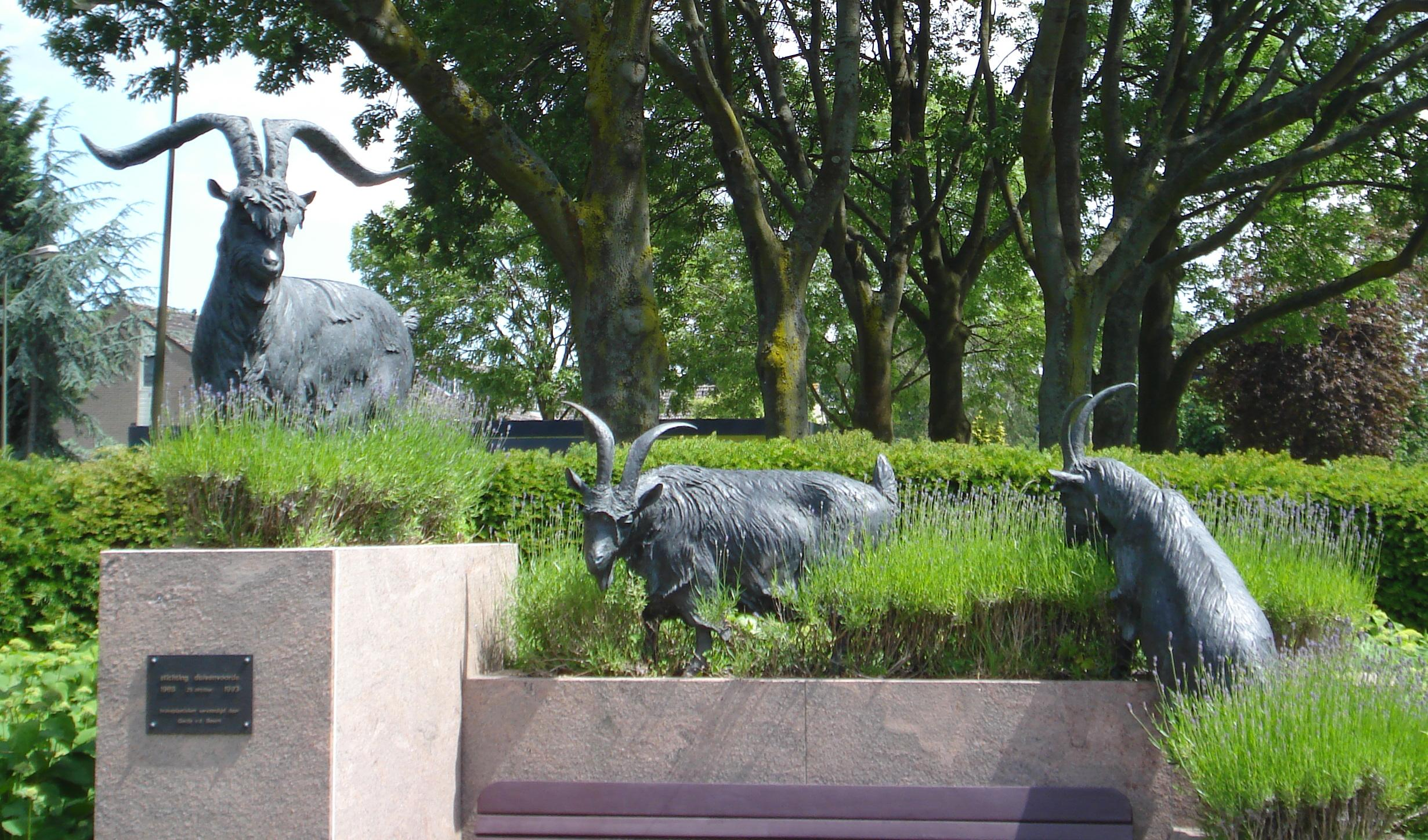
Bok met twee geiten
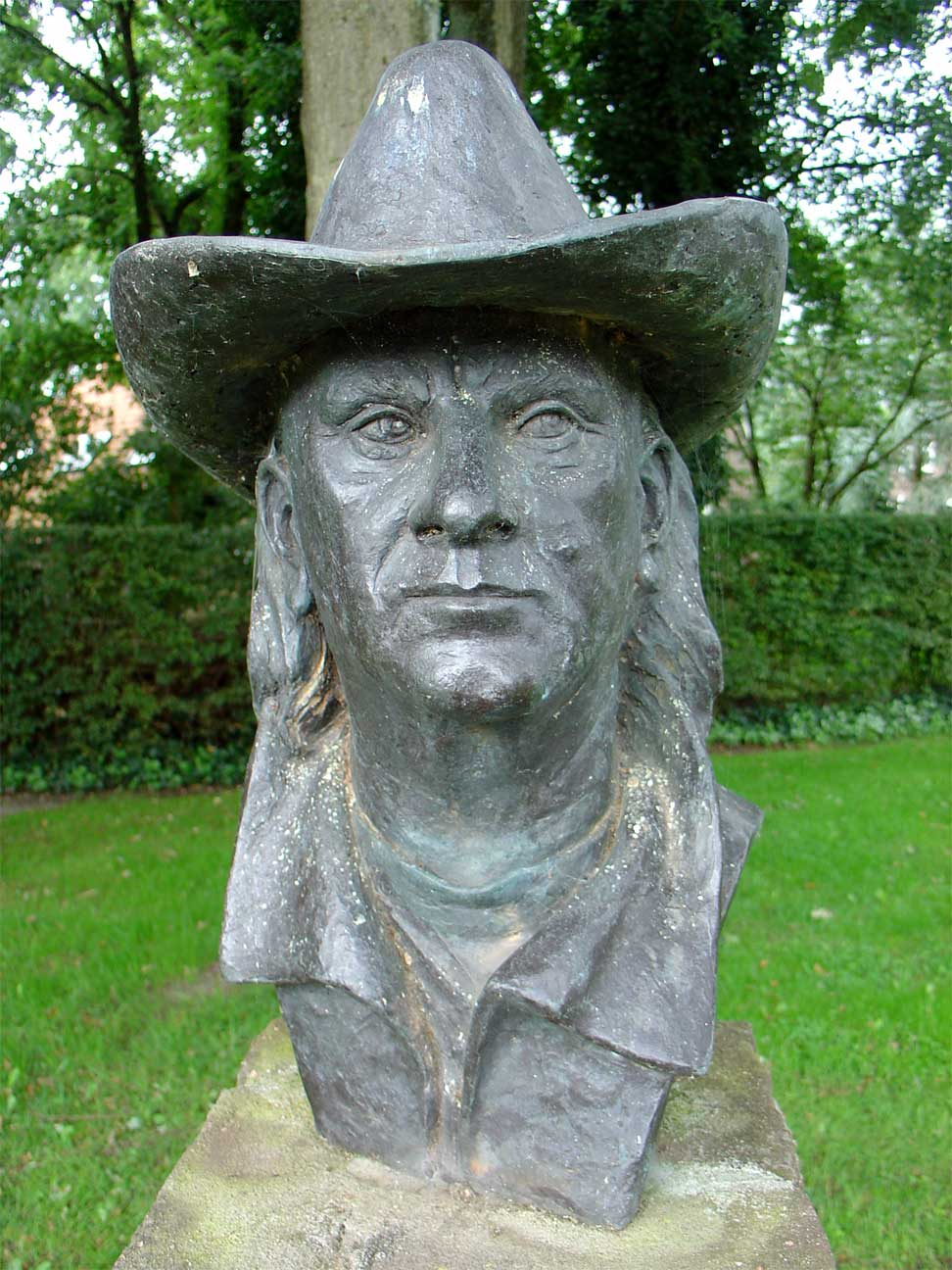
Harry Muskee
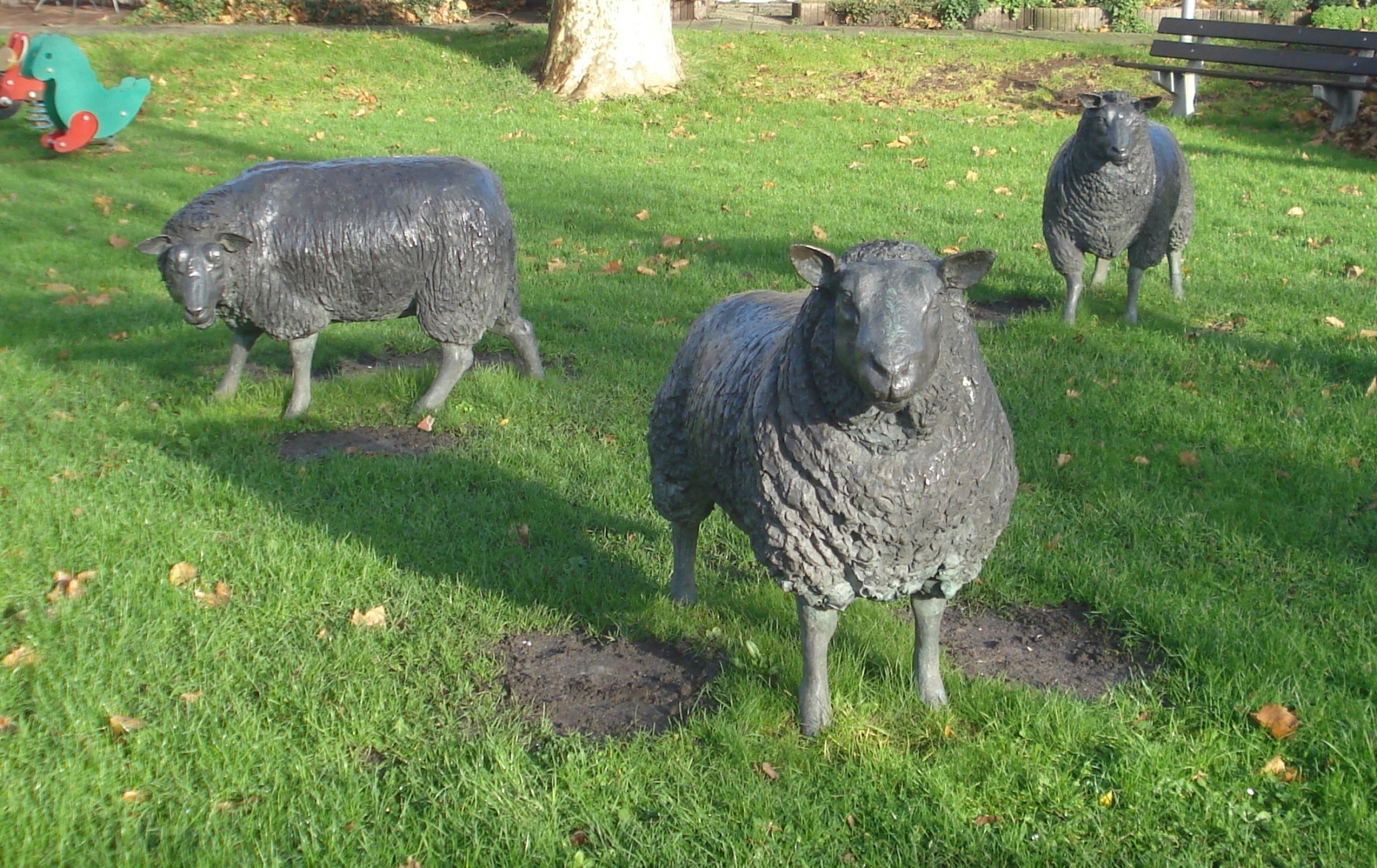
Schapen
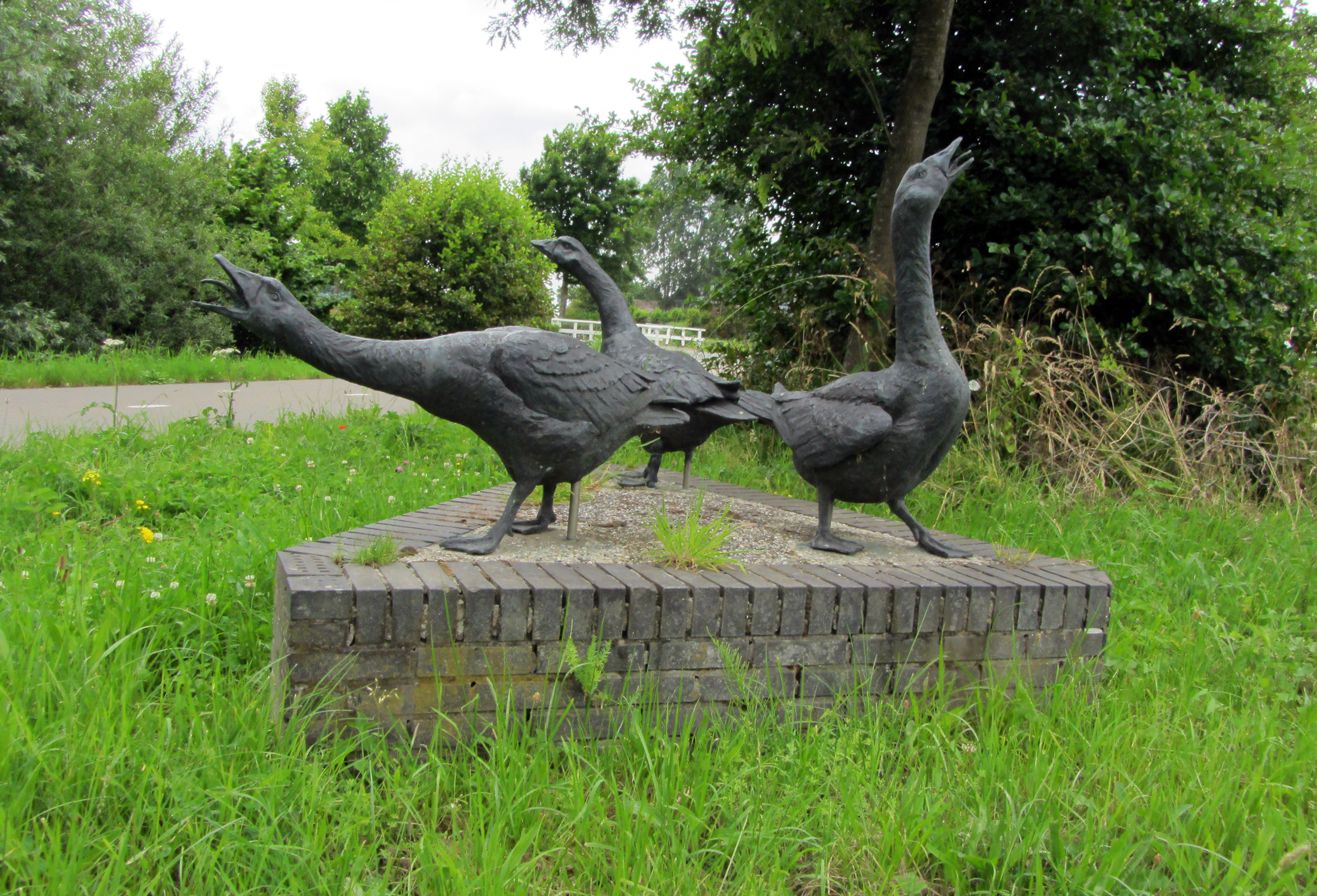
Drie ganzen